# فيرجيليو مالفيزى
كان فيرجيليو مالفيزي، ماركيز دي كاستيل جيلفو (بالإيطالية: [virˈdʒiːljo malvɛtsi]؛ 8 سبتمبر 1595 - 11 أغسطس 1654) مؤرخًا إيطاليًا وكاتبًا للمقالات وجنديًا ودبلوماسيًا. وُلد في بولونيا، وأصبح مؤرخ البلاط لفيليب الرابع ملك إسبانيا. كان عمله مؤثرًا بشكل كبير وأشاد به فرانسيسكو دي كيفيدو وبالتاسار جراثيان وآخرون.

## حياته
ولد فيرجيليو مالفيزي في بولونيا لأبوين نبيلين في 8 سبتمبر 1595. كانت عائلة مالفيزي، والتي كان مقر إقامتها الرئيسي هي ملكية كاستل جيلفو دي بولونيا، واحدة من أبرز العائلات وأكثرها ثراءً في بولونيا. كان والده بيريتيو مالفيزي عضوًا في مجلس الشيوخ وكانت والدته من عائلة أورسيني من روما (وهي عائلة نبيلة كانت واحدة من أكثر العائلات الأميرية تأثيرًا في إيطاليا). بعد حصوله على شهادة الحقوق من الجامعة المحلية عام 1616، تبع عائلته إلى مدينة سيينا، حيث عُين والده حاكمًا للمدينة لصالح الدوق الأكبر كوزيمو الثاني دوق إقليم توسكانا. التقى فيرجيليو في سيينا مع فابيو تشيجي، وهو البابا المستقبلي ألكسندر السابع، وبدأت بينهما صداقة استمرت مدى الحياة.
وفقًا للتقاليد العائلية المتبعة، دخل مالفيزي الخدمة العسكرية الإسبانية في عام 1625. وحارب ضمن الجيش الإسباني في إقليم فلاندرز وتحت قيادة حاكم ميلانو غوميز سواريز دي فيغيروا في إقليم بيدمونت. كان حاضرًا في حصار فيروا سافويا في أغسطس 1625 قبل أن يصاب بالمرض ويعود إلى بولونيا في أكتوبر. ورث مالفيزي لقب والده وممتلكاته عام 1627.
نشر مالفيزي في عام 1635 كتاب صورة السياسي المسيحي الخاص، وهو سيرة ذاتية للكونت دوق أوليفاريس، فاليدو أو رئيس وزراء الملك فيليب الرابع ملك إسبانيا. سرعان ما ظهر عمل مالفيزي في ترجمة إسبانية وجذب انتباه أوليفاريس نفسه، الذي دعاه إلى مدريد، التي وصل إليها عام 1636، ليكون بمثابة المؤرخ الرسمي لعهد فيليب الرابع. أصبح عضوا في كل من مجلس الدولة ومجلس الحرب. تشوهت مصداقية مالفيزي، بحلول أواخر ثلاثينيات القرن السابع عشر، كباحث ومؤرخ إلى حد ما بسبب قرب علاقته بأوليفاريس. لكن كتابه رومولوس، الذي نُشر في موطنه بولونيا عام 1629، أكسبه شهرة دولية. في أوائل أربعينيات القرن السابع عشر، عهد إليه فيليب الرابع ملك إسبانيا بالعديد من المهام البارزة. في عام 1640 كان أحد السفراء الذين أرسلهم فيليب إلى إنجلترا، في محاولة لمنع زواج ماري ستيوارت من ويليام الثاني ملك أورانج. أرسله إلى فلاندرز كمستشار للكاردينال-إنفانتي فرناندو - كاردينال النمسا في عام 1641.
قُبل مالفيزي، في عام 1645، في أكاديمية دي جيلاتي - (أكاديمية المجمدون: تضم مجتمعًا متعلمًا من المثقفين، معظمهم من النبلاء، الذين أثروا بشكل كبير على الحياة الثقافية والسياسية في بولونيا. وتعتبر من أهم الأكاديميات الإيطالية في القرن السابع عشر. يشير الاسم إلى اعتقاد الأكاديميين بأن محادثاتهم الأدبية من شأنها أن «تشعل» عقولهم «المجمدة») - تحت اسم "Esposto" (مكشوف)، حيث شغل منصب «الأمير» لمدة عامين. عُين في عام 1646 في منصب حامل لواء العدالة (كان منصبًا مجتمعيًا مرموقًا للغاية في إيطاليا في العصور الوسطى). كان مالفيزي، بوصفه خبيرًا ومتذوقًا لفن الرسم، صديقًا مقربًا للرسام الإيطالي جويدو ريني والإسباني دييجو فيلاسكيز وراعيًا للفنون. توفي في بولونيا في 11 أغسطس 1654 ودُفن في كنيسة سان جياكومو ماجوري.

## أعماله التي تُرجمت إلى اللغة الإنجليزية
«خطابات عن كورنيليوس تاسيتوس»، بقلم فيرجيليو مافيزي والتي ترجمها السير ريتشارد بيكر ونشرت لأول مرة في عام 1642، أهداها الناشر ريتشارد ويتاكر إلى ويليام فينيس، الفيكونت ساي وسيلي الأول. قام هنري كاري، إيرل مونماوث الثاني بترجمة كل من « رومولو» و« تاركوينيوس الرائع» ونشرهما معًا في مجلد واحد عام 1637، في حين صدر العملان باللغة الإيطالية – لغة المصدر - بشكل منفصل في عامي 1629 و1632. كانت مقدمة طبعة عام 1648 من ترجمة مونماوث لـ «رومولوس» مُستهلّة بأبيات شعرية من تأليف روبرت ستابيلتون، توماس كارو، جون سوكلينج، وويليام دافينانت. ترجم توماس باول - وهو صديق مقرب للشاعر هنري فوغان - اثنتين من رسائل مالفيزي ونُشرت عام 1651 تحت عنوان «ستوا المنتصر». نُشر كتاب « صورة السياسي المسيحي المفضل»، وهو ترجمة لـكتاب « صورة السياسي المسيحي الخاص»، على أنه مجهول المصدر في لندن عام 1647. ترجم روبرت جنتيليس كتابي مالفيزي «الأحداث الرئيسية في مَلَكية إسبانيا في عام 1639» و«تأملات حول حياة السيبياديس وكوريولانوس»، ونشرهما موسلي على التوالي في عامي 1647 و1650. ادعى جون نيكولز أن تعليقات توماس جوردون حول تاسيتوس كانت مأخوذة من أعمال فيرجيليو مالفيزي، وسكيبيون أميراتو، وبالتازار ألاموس دي بارينت.